# 周國光 (光緒進士)
周國光（19世纪？—20世纪？），湖南省長沙府湘鄉縣人，清朝政治人物、進士出身。
光緒二十四年（1898年），参加光緒戊戌科殿試，登進士二甲77名。同年五月，以主事分部学习。后为兵部主事加四级特授中宪大夫（正四品）。故年33岁。